# Max Sánchez
Max Sánchez est un footballeur costaricien né le 2 janvier 1973.
Il joue actuellement pour l'AD Municipal Liberia dans la Primera División de Costa Rica.

## Biographie
Sánchez a joué pour le SD Santos, CS Cartagines, Deportivo Saprissa et Puntarenas FC dans la Primera División de Costa Rica.

## Carrière
- 1999-2002 : SD Santos  Costa Rica (70 matches ; 8 buts)
- 2002 : Deportivo Saprissa  Costa Rica (14 matches ; 1 but)
- 2003 : CS Cartagines  Costa Rica
- 2004 : AD Santa Barbara  Costa Rica
- 2004 : SD Santos  Costa Rica (9 matches ; 1 but)
- 2005-2007 : Puntarenas FC  Costa Rica (77 matches ; 13 buts)
- 2007 : CS Cartagines  Costa Rica
- 2008-???? : AD Municipal Liberia  Costa Rica[1]

## Carrière internationale
Sánchez a joué 4 matchs avec l'équipe du Costa Rica. Il a fait ses débuts lors de la Gold Cup 2002, lors des demi-finales, face à l'équipe de Corée du Sud.